# Let Fuerza Aérea Uruguaya 571
Let Uruguayan Air Force 571 (nazývaný též Zázrak v Andách) se označuje událost z roku 1972, kdy se zřítilo dvoumotorové turbovrtulové letadlo typu Fairchild FH-227D letící z Montevidea (Uruguay) do Santiaga (Chile) s ragbyovým týmem Old Christians Club, jejich přáteli a příbuznými a s posádkou v Andách v oblasti severovýchodně od vulkánu Tinguiririca. Po pádu letadla museli strávit 72 dní v tvrdé andské pustině. Na palubě bylo 45 lidí, přežilo nakonec jenom 16. Nando Parrado a Roberto Canessa se rozhodli přejít Andy a po deseti dnech došli pro pomoc.

## Průběh

### Pád
Ve čtvrtek 12. října 1972 letěl tým Old Christian Club z Montevidea na přátelské utkání do Santiaga de Chile. Kvůli špatnému počasí však museli přistát v Mendoze v Argentině, kde všichni strávili noc. Následující den, v pátek 13. října, se pokračovalo v letu. Letadlo kvůli špatnému počasí nemohlo vzlétnout natolik, aby přeletělo Andy, ale muselo letět podél pohoří až k Malargüe, poté se otočit o 90° doprava a nad Curicó se stočit na Santiago. Kvůli husté mlze však piloti udělali chybu a na půli cesty mezi Malargüe a Curicó v domnění, že přeletěli pohoří, se po schválení řídícího centra v Santiagu stočili na sever do hor a začali klesat. Klesání doprovázely turbulence. Poté, co zazněl varovný signál a piloti uviděli před sebou útes, vytočili motory do nejvyšších otáček a snažili se překážku překonat. To se nepovedlo, utrhl se ocas letounu o útes, po chvíli se utrhlo levé křídlo a následně pravé křídlo o útes dál. Zbytek letadla dopadl na prudký svah a sjel po něm, dokud se nezabořil do ledovce. To deformovalo kokpit a přimáčklo palubními přístroji piloty ke stěně.
Kapitán letu Julio Ferradas zemřel ihned, druhý pilot náraz přežil, ale zůstal přiražen na svém sedadle. Při nárazu také zemřeli Dr. Francisco Nicola se svojí manželkou, Eugenia Parradová (matka Nanda Parrada) a Fernándo Vázquez. Krátce po odtržení ocasu letadla z něj vypadli oba stevardi a dalších pět pasažérů.
Poté, co se letadlo ztratilo dispečerům v Santiagu, začalo pátrání po letadle, které však kvůli své bílé barvě bylo na sněhu prakticky neviditelné.

### První dny
Po ztroskotání se přeživší rozhodli udělat si prostor ve vraku. Vynesli ven sedačky a ty, co nepřežili. Díru, která se vytvořila po utržení ocasu, provizorně zakryli sedačkami a zavazadly. Veškerou organizaci procedur si vzal na sebe kapitán týmu Marcelo Perez. Zásoby tvořily pouze několik lahví vína a tabulek čokolády. Následující den zemřeli na následky zranění další, včetně druhého pilota, který do své smrti opakoval, že přeletěli Curicó, a tím mylně uvedl ostatním polohu letounu. Nando Parrado, o kterém si nejprve ostatní mysleli, že náraz nepřežil, prožil první tři dny v kómatu, poté se probral. Roberto Canessa a Gustavo Zerbínho, tehdy zároveň studenti medicíny, se starali o raněné. Ve vraku bylo nalezeno i menší přenosné rádio, které se podařilo zprovoznit a díky kterému dostávali pasažéři informace, ale neumožňovalo komunikaci s okolním světem.
11 dní po ztroskotání byla nalezena těla šesti nezvěstných, kteří vypadli z letadla po nárazu do útesu, při první průzkumné výpravě. Sedmý, Fernándo Vazquez, nebyl nikdy nalezen. Následně zemřela i Susana Parradová (sestra Nanda).

### Kanibalismus
Deset dní po ztroskotání se přeživší dozvěděli, že pátrání bylo ukončeno. Zásoby docházely a bylo jasné, že pomoc si hráči budou muset najít sami. Myšlenku kanibalismu nakousl Nando Parrado, který se Carlosu Paézovi zmínil o tom, že začne „jíst ty piloty za to, že nás sem dostali“.[zdroj?] Všichni přítomní byli katolíci. Poté, co bylo pátrání ukončeno, se trosečníci po těžkých diskuzích a rozhodování začali živit masem z mrtvých lidí, které museli jíst syrové, neboť s ohněm se muselo šetřit. Jenom tento přísun jídla jim dával větší šance na přežití.

### Lavina
Ve vraku našli mapu a v domnění, že jsou někde na západní straně And, se rozhodli vypravit se pro pomoc. 29. října se ale utrhla lavina na straně otvoru letadla a zasypala všechny pasažéry uvnitř letadla. Roy Harley, který nebyl celý zasypán, začal v panice hrabat ve sněhu a pátrat po ostatních. Každý další vyhrabaný ze sněhu se přidal k hrabání dalších. Zahynulo dalších osm lidí včetně Marcela Pereze, kapitána týmu, a poslední žijící ženy Lilliany Metholové, manželky Javiera Methola. Sníh uvěznil všechny ve vraku na tři dny.

### Těžká rozhodování a výstup

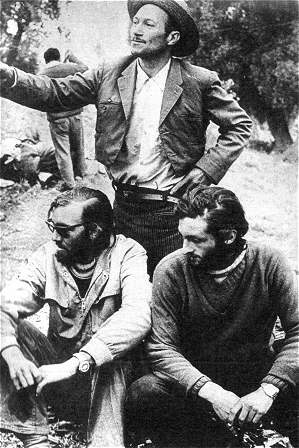
Nando Parrado (vlevo) a Canessa společně s chilským pastevcem Sergio Catalanem

Během svého pobytu v pustině podnikli několik výprav, včetně té na východ od vraku, kdy se podařilo najít ocas letadla, ve kterém se nacházely baterie. Ty však byly tak těžké, že museli přenést rádio z trupu letadla k ocasu a zprovoznit ho tam. S elektronikou měl nejlepší zkušenosti z týmu Roy Harley. Pokusy o zprovoznění radiokomunikace však skončily neúspěchem. Navíc při cestě zpět stihla Canessu, Nanda, Vizintína a Harleye velká sněhová bouře, ve které málem umrzli.
Během šedesáti dní postupně zemřelo celkem 29 lidí. Proto se Nando, Roberto a Antonio Vizintín rozhodli přejít Andy směrem na západ za pomoci čerstvě ušitého spacího pytle z izolace ze zádi letadla, o který se postaral Carlos Paéz, jehož matka naučila šít, lehkých zásob pro tři osoby a dalších věcí. Za dva dny se podařilo dostat na vrchol, ale na něm zjistili, že jsou úplně jinde, než si mysleli. Proto se Vizintín vrátil zpátky k vraku. Nando a Canessa ušli celkem během deseti dnů své výpravy 70 km. Po těchto deseti dnech je objevil místní pastevec Sergio Catalan u ranče Los Matienes, který jim prvotně zajistil stravu a poté přivolal pomoc.

## Záchranná akce
Média se o tomto rychle dozvěděla a podělila se s veřejností o tuto zprávu. Díky malému rádiu se tak všichni u vraku mohli dozvědět, že Canessa s Nandem přešli Andy. 22. prosince tito dva nejdříve poskytli první krátký rozhovor novinářům, kteří se mezitím sjeli do Los Matienes. Některé věci si ponechali pro sebe. Po tomto rozhovoru Nando nastoupil do jednoho ze dvou vrtulníků, aby mohl záchranářům ukázat místo vraku. V první vlně bylo převezeno prvních osm lidí, zbytek musel strávit ještě jednu noc ve vraku spolu se záchranáři, kteří jim přivezli deky a zásoby. Druhý den 23. prosince byli zbylí trosečníci převezeni do Los Matienes a odtud s ostatními do nemocnice v Santiagu. Ze 45 lidí přežilo pouze 16.

## Poté
Na Vánoce zůstali všichni v Santiagu. Proběhla menší oslava. Parrado později popisuje, že pro něj „to je hořkosladký okamžik, neboť v horách přišel o matku a o sestru“. Právě on odjel ze Santiaga co nejdříve do Montevidea.
V médiích vyšel článek s fotografií z místa havárie, kde mj. je vidět i rozřezaná mrtvola. Aby se zabránilo velkým spekulacím, byla 28. prosince na Stella Maris College uspořádána tisková konference, kde hráči podrobně vysvětlili okolnosti pobytu v Andách. Zástupci církve se jich zastali a potvrdili, že čekat pasivně na svoji smrt by byl větší hřích.
Každý rok se všech 16 přeživších sjíždí na místo havárie. Nechali zde vztyčit kříž k památce zesnulých.

## Seznam pasažérů
Přeživší jsou zobrazeni tučně.

### Posádka
- plk. Julio Ferrádas, pilot († 13. října)
- pplk. Dante Lagurara, 2. pilot († 14. října), přimáčknut beznadějně v kokpitu, mumlající „minuli jsme Curicó”, prosil o svůj revolver, aby ukončil svou mizérii
- poručík Ramón Martínez, stevard († 13. října)
- seržant Ovidio Joaquín Ramírez, stevard († 13. října)
- seržant Carlos Roque, mechanik († 29. října)

### Pasažéři
- Francisco Abal († 14. října)
- José Pedro Algorta
- Roberto Canessa, student medicíny, po havárii zůstal nezraněn
- Gastón Costemalle († 13. října)
- Alfredo Delgado, po havárii měl zlomenou jednu dolní končetinu
- Rafael Echavarren († 18. listopadu), po havárii měl odtržené svaly na holeni pravé dolní končetiny
- Daniel Fernández
- Roberto Francois
- Roy Harley
- Alexis Hounié († 13. října)
- José Luis Inciarte
- Guido Magri († 13. října)
- Álvaro Mangino, po havárii měl zlomenou jednu dolní končetinu
- Felipe Maquirriain († 14. října)
- Graciela Augusto Gumila de Mariani († 14. října), po havárii zůstala uvězněna s polámanými dolními končetinami pod sedadly. Její vyproštění nebylo přes veškerou snahu možné.
- Julio Martínez-Lamas († 14. října)
- Daniel Maspons († 29. října)
- Juan Carlos Menéndez († 29. října)
- Javier Methol
- Liliana Navarro Petraglia de Methol († 29. října)
- Dr. Francisco Nicola († 13. října)
- Esther Horta Pérez de Nicola († 13. října)
- Gustavo Nicolich († 29. října)
- Arturo Nogueira († 15. listopadu), po havárii měl na několikrát zlomené obě dolní končetiny
- Carlos Páez Rodríguez
- Eugenia Dolgay Diedug de Parrado († 13. října)
- Fernando Parrado
- Susana Parrado († 21. října)
- Marcelo Pérez, kapitán ragbyového týmu († 29. října), po havárii naražený bok a pořezaný obličej, ostatní zranění byla lehká
- Enrique Platero († 29. října), při havárii probodnuté břicho tyčí. Zerbino ji vytáhl, ale zranění dosahovala do dutiny břišní. I s těmito zraněními se ihned zúčastnil prvních záchranných prací.
- Ramón Sabella
- Daniel Shaw († 13. října)
- Adolfo Strauch
- Eduardo Strauch
- Diego Storm († 29. října)
- Numa Turcatti († 12. prosince)
- Carlos Valeta († 13. října), při havárii se s ním vylomilo sedadlo a vypadl z letadla, pád přežil, byl spatřen klopýtající po svahu, ale pak zakopl a někam zmizel
- Fernándo Vázquez († 13. října, nikdy nenalezen), fanoušek rugbyového teamu, zemřel krátce po havárii. Příčinou bylo vykrvácení z useklé dolní končetiny vrtulí letadla.
- Antonio Vizintín
- Gustavo Zerbino, medik v prvním ročníku, přežil pád bez větších zranění

### Filmy
- 1976 – Supervivientes de los Andes (Přeživší z And) – Mexiko, Režie: René Cardona, jr.
- 1993 – Alive: The Miracle of the Andes (Přežít: Zázrak v Andách) – USA, Režie: Frank Marshall. Hrají: Ethan Hawk, Vincent Spano, John Malkovich, ad.
- 1993 – Alive: 20 Years Later (Přežít: O 20 let později) – USA, Režie: Jill Fullerton-Smith. Dokumentární film, vypravěč: Martin Sheen.
- 2007 – Stranded: I Have Come from a Plane That Crashed on the Mountains (Uvízlí: Přišel jsem od letadla, které havarovalo v horách) – Dokumentární film v režii Gonzala Arijóna s dramatizovanými scénami k filmu.
- 2009 – Trapped: Alive in the Andes (V pasti: Naživu v Andách) – Díl dokumentární série Trapped televize NGC.
- 2010 – I Am Alive: Surviving the Andes Plane Crash (Žiju: Přežití letecké havárie v Andách) – Dokumentární film s dramatizovanými scénami. USA, Režie: Brad Osborne. Film zpovídá všechny přeživší, pátrací tým, a další. Filmem provází Nando Parrado.
- 2015 – Den zázraku v Andách (23. prosinec), krátký dokument o události na Stream.cz
- 2023 - Sněžné bratrstvo (La sociedad de la nieve) - film režiséra J. A. Bayona podle skutečné události